# Michelle Despain
Michelle Despain Hoeger (Rosario, 5 de noviembre de 1984) es una practicante de luge argentina, residente en Utah, Estados Unidos.

## Vida personal
Nació en Rosario (Santa Fe), cuando su madre, residente en Estados Unidos, pasó unos meses en Argentina visitando a su familia debido a la enfermedad que sufría su abuelo. Su padre es estadounidense y tiene cinco hermanos. Tiene doble nacionalidad y es de religión mormona.
Está casada con el practicante de luge venezolano Christopher Hoeger, quien participó en Salt Lake City 2002. Ambos viven en Provo (Utah). Previo a los juegos de 2006 trabajaba para la empresa Isagenix International.
Obtuvo un título en psicología en la Universidad del Valle de Utah, y luego en la Universidad Brigham Young.

## Carrera deportiva
Practica luge desde 2003, cuando tenía 19 años. Previamente fue gimnasta y bailarina en la escuela secundaria de Provo.

### Turín 2006
Participó en los Juegos Olímpicos de Invierno de 2006 en Turín (Italia), donde quedó en el 24° lugar en el evento de luge individual femenino. Así fue la primera mujer argentina en competir en luge olímpico. Logró clasificarse en los juegos tras competir en Alemania, Noruega, Canadá, Austria e Italia.

### Años posteriores
Entre 2010 y 2011 participó en varios campeonatos nacionales de Estados Unidos y Canadá. Previamente compitió en distintos eventos de clasificación para Vancouver 2010, quedando entre los puestos 33 y 39.